# Tjernovik
Tjernovik (russisk: Черновик) er en russisk spillefilm fra 2018 af Sergej Mokritskij.

## Medvirkende
- Nikita Volkov som Kirill Maksimov
- Jevgenij Tkatjuk som Kotja Chagin
- Olga Borovskaja som Anna
- Julija Peresild som Rose White
- Severija Janušauskaitė som Renata Ivanova